# Котельниково (Тверская область)
Коте́льниково — деревня в Калининском районе Тверской области. Относится к Верхневолжскому сельскому поселению.
Расположена в 16 км южнее Твери, в 0,7 км от Волоколамского шоссе на автодороге в Рязаново — Петровское. Находится на речке Котеленке и состоит из двух частей: между автодорогой и рекой — бывшее село Богородское с церковью и кладбищем; за рекой — возникшая в начале XX века деревня Котельниково (Котеленка).

## История
Каменная Церковь Казанской иконы Божией Матери в селе Богородском была сооружена по заказу помещицы А.С. Мясновой в 1777-83 годах; в 1823-49 годах на средства Т.Ф. Мясновой трапезную с юга и севера расширили двумя приделами (Вознесения и Богоявления).
В конце XIX — начале XX века село Богородское входило в состав Воскресенской волости Тверского уезда Тверской губернии. 
С 1929 года деревня входила в состав Рязановского сельсовета Тверского района Тверского округа Московской области, с 1935 года — в составе Калининской области, с 1963 года — в составе Верхневолжского сельсовета Калининского района, с 2005 года — в составе Верхневолжского сельского поселения.

## Население
| 1859 | 1886 | 2002 | 2010 |
| ---- | ---- | ---- | ---- |
| 83   | →83  | ↘4   | ↗8   |

## Достопримечательности
В деревне расположена недействющая Церковь Казанской иконы Божией Матери (1783). 